# Ioësse medogensis
Ioësse medogensis är en skalbaggsart som beskrevs av Fernando Chiang och Chen 1992. Ioësse medogensis ingår i släktet Ioësse och familjen långhorningar.
Artens utbredningsområde är Tibet. Inga underarter finns listade i Catalogue of Life.